# Imoco Volley
Imoco Volley är en volleybollklubb från Conegliano, Italien. Klubben bildades 15 mars 2012, månader efter att elitsatsande Spes Volley Conegliano från samma stad gått i konkurs. Genom att överta Parma Volley Girls plats i Serie A1 kunde de spela i översta serien från start. 
De första åren var tämligen framgångsrika med placeringar på övre seriehalvan. Sedan säsongen 2015-2016 har laget haft en dominerande plats inom italiensk damvolleyboll. De har blivit italienska mästerskap åtta gånger (alla slutspelade serier förutom säsongen 2016-2017). De har vunnit Coppa Italia sju gånger, CEV Champions League tre gånger och klubblags-VM tre gånger.
På ett internationellt plan konkurrerar de med Vakıfbank SK om att vara mest framgångsrika klubb och de möts ofta i finaler i Champions League och klubblags-VM. De satte 2021 världsrekord i antal vunna matcher i rad för en damvolleybollklubblag. De vann 76 matcher i rad i en svit som varade mellan december 2019 och november 2021 och slog därmed Vakıfbanks tidigare rekord från 2014.